# Гай Сентий Сатурнин (консул 4 г.)
Вижте пояснителната страница за други личности с името Сатурнин.
Вижте пояснителната страница за други личности с името Гай Сентий Сатурнин.
Гай Сентий Сатурнин (на латински: Gaius Sentius Saturninus) e римски политик на Римската империя.

## Биография
Син е на Гай Сентий Сатурнин (консул 19 пр.н.е.) и брат на Гней Сентий Сатурнин, (суфектконсул 4 г.).
Сатурнин придружава баща си през 7 пр.н.е. в Сирия. През 4 г. той е избран за консул заедно с колега Секст Елий Кат и те създават закона Lex Aelia Sentia.